# Arthur Sulley
Arthur Lindsey Sulley (født 8. november 1906, død 7. november 1994) var en britisk roer.

## Rokarriere
Sulley var søn af en skolelærer og gik på Denstone College, hvor hans far på et tidspunkt var rektor. Han kom derpå til Cambridge, hvor han var en del af Selwyn College. Han var en ivrig sportsmand, der blandt andet spillede rugby og cricket, men derudover var han styrmand i roning og var med til at sikre Cambridge sejrene i Oxford vs. Cambridge Boat Race i 1928 og 1929. Han stillede også op for Thames Rowing Club og var med i otteren, der vandt ved Henley-regattaen.
Til OL 1928 i Amsterdam sendte briterne otteren fra Thames, som 
ud over Sulley bestod af Jamie Hamilton, Guy Nickalls, Donald Gollan, Harold Lane, Gordon Killick, Jack Beresford, Harold West og Felix Badcock. Briterne sejrede i de første tre runder, mens de var oversiddere i semifinalen. I finalen mødte de de forsvarende mestre fra OL 1924 og 1920, USA, der med sejrede mere end to sekunders forspring, så briterne fik sølv, mens den tabende semifinalist, Canada, fik bronze.
Sulley var desuden styrmand i den britiske firer med styrmand ved legene i 1928, men denne båd gik ikke videre fra indledende runde.

## Familie og øvrige karriere
Sulley blev direktør for en fabrik, der fremstillede uniformer til togpersonale. Han blev gift med Margery Cann-Evans, der også havde været styrmand i kvindernes otter, mens hun gik på Cambridge. De fik en søn, James, der i 1958 som sin far var med til at vinde universiteternes Boat Race, ligeledes som styrmand.

## OL-medaljer
- 1928:  Sølv i otter